# It Don't Get Any Better Than This
Albums de George Jones
I Lived to Tell It All
(1996) 16 Biggest Hits
(1998)
It Don't Get Any Better Than This est un album de l'artiste américain de musique country George Jones. Cet album est sorti le 20 novembre 1971 sur le label MCA Nashville Records. Il s'agit du dernier album de Jones sur ce label. La chanson-titre a servi de thème musical au talk-show que Jones animait alors sur The Nashville Network. Deux singles ont été extraits de l'album, Wild Irish Rose et No Future for Me in Our Past, mais aucun des deux n'est entré dans les charts.

## Contenu de l'album
Small Y'all a d'abord été enregistré par Randy Travis en 1994 sur son album This Is Me, et Smack Dab sera enregistré plus tard par Ken Mellons en 2004 sur son album Sweet. When Did You Stop Lovin' Me a été enregistré à l'origine par George Strait sur la bande originale du film de 1992 Pure Country, et est entré dans le Top Ten des singles country US pour lui en 1993. Don't Touch Me est une reprise d'un single de Jeannie Seely.

## Liste des pistes
| No  | Titre | Auteur                                           | Durée |
| --- | --- | ------------------------------------------------ | ----- |
| 1.  | Wild Irish Rose | Bobby Braddock                                   | 4:40  |
| 2.  | Small Y'all | Braddock                                         | 2:46  |
| 3.  | Over You | Braddock                                         | 3:56  |
| 4.  | It Don't Get Any Better Than This (avec Waylon Jennings, Willie Nelson, Merle Haggard, Bobby Bare, et Johnny Paycheck (sous le nom de "Cash")) | Buddy Cannon, Norro Wilson, Max D. Barnes        | 3:07  |
| 5.  | Smack Dab | T.W. Hale, Kerry Kurt Phillips                   | 2:54  |
| 6.  | Don't Touch Me | Hank Cochran                                     | 4:23  |
| 7.  | Got to Get to Louisiana (avec T. Graham Brown)                                                                                                 | Steve Schuffert, Alex Harvey                     | 3:02  |
| 8.  | When Did You Stop Loving Me | Monty Holmes, Donny Kees                         | 3:42  |
| 9.  | I Said All That to Say All This | Claire Davidson, Karyn Rochelle                  | 2:34  |
| 10. | No Future for Me in Our Past | Glen Martin, Leigh Dillard                       | 2:59  |
| 11. | I Can Live Forever | Tony Stampley, Johnny Christopher, Bucky Lindsey | 3:44  |

## Personnel
Selon le livret de l'album.
- Eddie Bayers – batterie
- David Briggs – piano, orgue Hammond
- Buddy Cannon – guitare acoustique
- Mark Casstevens – guitare acoustique
- Larry Franklin – fiddle
- Keith Gattis – guitare électrique
- Randy Howard – mandoline, fiddle
- John Hughey – steel guitar
- Paul Leim – batterie, tambourin
- Larry Marrs – chœurs
- Terry McMillan – harmonica
- Farrell Morris – vibraphone
- Louis Nunley – chœurs
- Jennifer O'Brian – chœurs
- Larry Paxton – guitare basse, guitare baritone
- Hargus "Pig" Robbins – piano
- John Wesley Ryles – chœurs
- Scott Sanders – steel guitar
- Gary Smith – piano, clavinet
- Wayne Toups – accordéon
- Pete Wade – guitare électrique
- Bergen White – chœurs
- Dennis Wilson – chœurs

La section cordes est la Nashville String Machine, sous la direction de Carl Gorodetzky et arrangés par Bergen White.

## Positions dans les charts

### Album
| Chart (1998)                      | Positions |
| --------------------------------- | --------- |
| U.S. Billboard Top Country Albums | 37        |
| U.S. Billboard 200                | 15        |